# Poa ruwenzoriensis
Poa ruwenzoriensis är en gräsart som beskrevs av Robyns och Roland Louis Jules Alfred Tournay. Poa ruwenzoriensis ingår i släktet gröen, och familjen gräs. Inga underarter finns listade i Catalogue of Life.